# Atletismo nos Jogos Olímpicos de Verão de 2024 - 100 m com barreiras feminino
A prova dos 100 m com barreiras feminino do atletismo nos Jogos Olímpicos de Verão de 2024 ocorreu entre 7 e 10 de agosto de 2024 no Stade de France, em Paris. Um total de 40 atletas de 26 Comitês Olímpicos Nacionais (CON) participaram do evento.

## Qualificação
Cada Comitê Olímpico Nacional (CON) poderia inscrever no máximo três atletas qualificadas em cada evento individual. Para os 100 metros com barreiras feminino, o período de qualificação foi entre 1 de julho de 2023 a 30 de junho de 2024.

## Formato
O evento sofreu alterações em relação as últimas edições com a introdução de uma fase de repescagem. Na primeira rodada, cinco baterias são realizadas, com as três primeiras colocadas em cada uma e os três melhores tempos no geral avançando para as semifinais. As demais atletas disputam uma repescagem, composta de três baterias, onde as duas primeiras de cada uma também avançam às semifinais. Nas semifinais, as duas primeiras colocadas em cada uma das três baterias e as duas com os dois melhores tempos no geral avançam para a final.

## Calendário
Horário local (UTC+2)
| Data                 | Horário | Fase            |
| -------------------- | ------- | --------------- |
| 7 de agosto de 2024  | 10:15   | Primeira rodada |
| 8 de agosto de 2024  | 10:35   | Repescagem      |
| 9 de agosto de 2024  | 12:05   | Semifinais      |
| 10 de agosto de 2024 | 19:35   | Final           |

## Medalhistas
| Ouro   | USA Masai Russell         |
| Prata  | FRA Cyréna Samba-Mayela   |
| Bronze | PUR Jasmine Camacho-Quinn |

## Recordes
Antes desta competição, os recordes mundiais e olímpicos da prova eram os seguintes:
| Tipo | Atleta                | Tempo (s) | Local  | Data                |
| ---- | --------------------- | --------- | ------ | ------------------- |
|      | Tobi Amusan           | 12.12     | Eugene | 24 de julho de 2022 |
|      | Jasmine Camacho-Quinn | 12.26     | Tóquio | 1 de agosto de 2021 |

## Resultados

### Primeira rodada
As quatro primeiras de cada bateria (Q) e as três seguintes com os tempos mais rápidos no geral (q) avançam às semifinais; as restantes disputam a repescagem.

#### Bateria 1
| Pos. | Raia | Atleta               | CON                | Tempo           | Notas |
| ---- | ---- | -------------------- | ------------------ | --------------- | ----- |
| 1    | 9    | Tobi Amusan          | NGR Nigéria        | 12.49           | Q     |
| 2    | 7    | Alaysha Johnson      | USA Estados Unidos | 12.61           | Q     |
| 3    | 4    | Janeek Brown         | JAM Jamaica        | 12.84           | Q     |
| 4    | 2    | Mako Fukube          | JPN Japão          | 12.85           | q     |
| 5    | 3    | Sidonie Fiadanantsoa | MAD Madagascar     | 12.92           | Re    |
| 6    | 8    | Wu Yanni             | CHN China          | 12.97           | Re    |
| 7    | 5    | Maayke Tjin-A-Lim    | NED Países Baixos  | 12.98           | Re    |
| 8    | 6    | Maribel Caicedo      | ECU Equador        | 13.05           | Re    |
|      |      |                      |                    | Vento: –0.1 m/s |       |

#### Bateria 2
| Pos. | Raia | Atleta                | CON              | Tempo          | Notas |
| ---- | ---- | --------------------- | ---------------- | -------------- | ----- |
| 1    | 2    | Jasmine Camacho-Quinn | PUR Porto Rico   | 12.42          | Q     |
| 2    | 9    | Cindy Sember          | GBR Grã-Bretanha | 12.62          | Q     |
| 3    | 8    | Pia Skrzyszowska      | POL Polônia      | 12.72          | Q     |
| 4    | 7    | Denisha Cartwright    | BAH Bahamas      | 12.89          | Re    |
| 5    | 4    | Yumi Tanaka           | JPN Japão        | 12.90          | Re    |
| 6    | 6    | Ebony Morrison        | LBR Libéria      | 12.93          | Re    |
| 7    | 3    | Celeste Mucci         | AUS Austrália    | 13.05          | Re    |
| 8    | 5    | Emelia Chatfield      | HAI Haiti        | 13.06          | Re    |
|      |      |                       |                  | Vento: 0.0 m/s |       |

#### Bateria 3
| Pos. | Raia | Atleta              | CON                | Tempo           | Notas |
| ---- | ---- | ------------------- | ------------------ | --------------- | ----- |
| 1    | 6    | Masai Russell       | USA Estados Unidos | 12.53 (.528)    | Q     |
| 1    | 9    | Nadine Visser       | NED Países Baixos  | 12.53 (.528)    | Q     |
| 3    | 3    | Cyréna Samba-Mayela | FRA França         | 12.56           | Q     |
| 4    | 8    | Charisma Taylor     | BAH Bahamas        | 12.78           | q     |
| 5    | 2    | Mariam Abdul-Rashid | CAN Canadá         | 12.80           | q     |
| 6    | 7    | Reetta Hurske       | FIN Finlândia      | 12.96           | Re    |
| 7    | 5    | Gréta Kerekes       | HUN Hungria        | 13.50           | Re    |
| 8    | 4    | Michelle Jenneke    | AUS Austrália      | 20.85           | Re    |
|      |      |                     |                    | Vento: +0.8 m/s |       |

#### Bateria 4
| Pos. | Raia | Atleta            | CON               | Tempo          | Notas     |
| ---- | ---- | ----------------- | ----------------- | -------------- | --------- |
| 1    | 9    | Danielle Williams | JAM Jamaica       | 12.59          | Q         |
| 2    | 6    | Sarah Lavin       | IRL Irlanda       | 12.73          | Q         |
| 3    | 2    | Ditaji Kambundji  | SUI Suíça         | 12.81          | Q         |
| 4    | 4    | Marione Fourie    | RSA África do Sul | 12.91          | Re        |
| 5    | 8    | Laëticia Bapté    | FRA França        | 13.04          | Re        |
| 6    | 5    | Luca Kozák        | HUN Hungria       | 13.11          | Re        |
| 7    | 3    | Jyothi Yarraji    | IND Índia         | 13.16          | Re        |
|      | 7    | Yoveinny Mota     | VEN Venezuela     | DSQ            | TR 22.6.2 |
|      |      |                   |                   | Vento: 0.0 m/s |           |

#### Bateria 5
| Pos. | Raia | Atleta            | CON                | Tempo           | Notas |
| ---- | ---- | ----------------- | ------------------ | --------------- | ----- |
| 1    | 3    | Ackera Nugent     | JAM Jamaica        | 12.65           | Q     |
| 2    | 2    | Devynne Charlton  | BAH Bahamas        | 12.71           | Q     |
| 3    | 9    | Grace Stark       | USA Estados Unidos | 12.72           | Q     |
| 4    | 5    | Liz Clay          | AUS Austrália      | 12.94           | Re    |
| 5    | 4    | Lotta Harala      | FIN Finlândia      | 12.97           | Re    |
| 6    | 7    | Viktória Forster  | SVK Eslováquia     | 13.08           | Re    |
| 7    | 6    | Lin Yuwei         | CHN China          | 13.24           | Re    |
| 8    | 8    | Michelle Harrison | CAN Canadá         | 13.40           | Re    |
|      |      |                   |                    | Vento: –0.6 m/s |       |

### Repescagem
As duas primeiras de cada bateria (Q) avançam às semifinais.

#### Repescagem 1
| Pos. | Raia | Atleta            | CON               | Tempo           | Notas |
| ---- | ---- | ----------------- | ----------------- | --------------- | ----- |
| 1    | 4    | Marione Fourie    | RSA África do Sul | 12.79           | Q     |
| 2    | 5    | Maayke Tjin-A-Lim | NED Países Baixos | 12.87           | Q,    |
| 3    | 2    | Viktória Forster  | SVK Eslováquia    | 12.88           |       |
| 4    | 8    | Jyothi Yarraji    | IND Índia         | 13.17           |       |
| 5    | 7    | Gréta Kerekes     | HUN Hungria       | 13.20           |       |
| 6    | 3    | Emelia Chatfield  | HAI Haiti         | 13.24           |       |
| 7    | 6    | Michelle Jenneke  | AUS Austrália     | 13.86           |       |
|      |      |                   |                   | Vento: +0.1 m/s |       |

#### Repescagem 2
| Pos. | Raia | Atleta            | CON           | Tempo           | Notas |
| ---- | ---- | ----------------- | ------------- | --------------- | ----- |
| 1    | 4    | Ebony Morrison    | LBR Libéria   | 12.82           | Q     |
| 2    | 2    | Maribel Caicedo   | ECU Equador   | 12.83 (.828)    | Q     |
| 3    | 6    | Reetta Hurske     | FIN Finlândia | 12.83 (.830)    |       |
| 4    | 8    | Laëticia Bapté    | FRA França    | 12.92           |       |
| 5    | 3    | Celeste Mucci     | AUS Austrália | 13.00           |       |
| 6    | 5    | Lin Yuwei         | CHN China     | 13.13           |       |
| 7    | 7    | Michelle Harrison | CAN Canadá    | 13.30           |       |
|      |      |                   |               | Vento: +0.4 m/s |       |

#### Repescagem 3
| Pos. | Raia | Atleta               | CON            | Tempo           | Notas                |
| ---- | ---- | -------------------- | -------------- | --------------- | -------------------- |
| 1    | 6    | Lotta Harala         | FIN Finlândia  | 12.86           | Q                    |
| 2    | 8    | Yumi Tanaka          | JPN Japão      | 12.89           | Q                    |
| 3    | 2    | Luca Kozák           | HUN Hungria    | 12.96           | Recorde da temporada |
| 4    | 3    | Wu Yanni             | CHN China      | 12.98           |                      |
| 5    | 5    | Liz Clay             | AUS Austrália  | 12.99           |                      |
| 6    | 7    | Sidonie Fiadanantsoa | MAD Madagascar | 13.12           |                      |
| 7    | 4    | Denisha Cartwright   | BAH Bahamas    | 13.45           |                      |
|      |      |                      |                | Vento: –0.2 m/s |                      |

### Semifinal

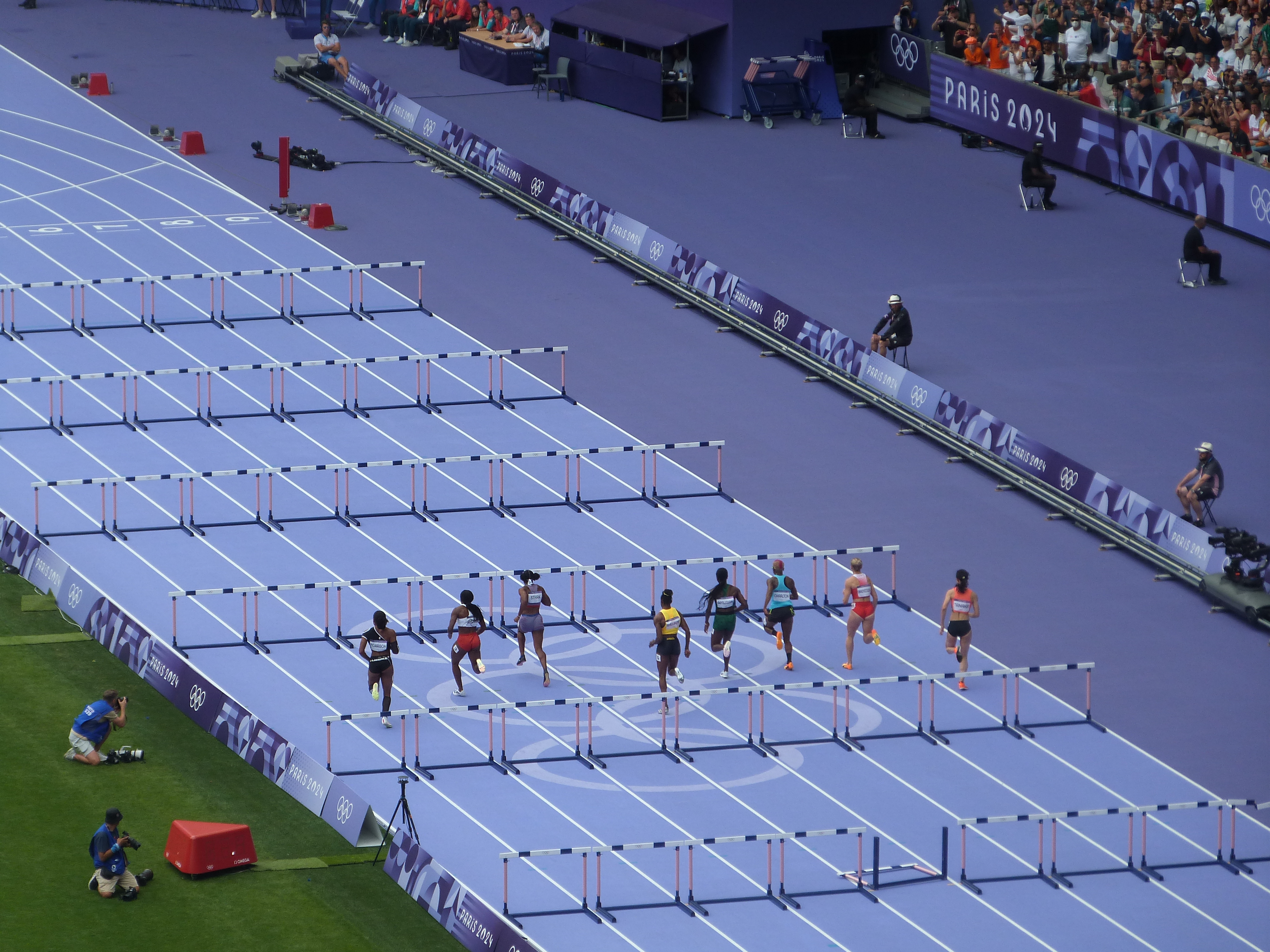
Atletas durante a primeira semifinal

As duas primeiras de cada bateria (Q) e as duas seguintes com os tempos mais rápidos no geral (q) avançam à final.

#### Semifinal 1
| Pos. | Raia | Atleta              | CON                | Tempo           | Notas           |
| ---- | ---- | ------------------- | ------------------ | --------------- | --------------- |
| 1    | 4    | Grace Stark         | USA Estados Unidos | 12.39           | Q               |
| 2    | 7    | Devynne Charlton    | BAH Bahamas        | 12.50           | Q               |
| 3    | 6    | Tobi Amusan         | NGR Nigéria        | 12.55 (.548)    |                 |
| 3    | 8    | Pia Skrzyszowska    | POL Polônia        | 12.55 (.548)    |                 |
| 5    | 3    | Mariam Abdul-Rashid | CAN Canadá         | 12.60           | Recorde pessoal |
| 6    | 5    | Danielle Williams   | JAM Jamaica        | 12.82           |                 |
| 7    | 9    | Yumi Tanaka         | JPN Japão          | 12.91           |                 |
|      | 2    | Ebony Morrison      | LBR Libéria        | DSQ             | TR 22.6         |
|      |      |                     |                    | Vento: +0.5 m/s |                 |

#### Semifinal 2
| Pos. | Raia | Atleta           | CON                | Tempo           | Notas           |
| ---- | ---- | ---------------- | ------------------ | --------------- | --------------- |
| 1    | 4    | Alaysha Johnson  | USA Estados Unidos | 12.34           | Q               |
| 2    | 7    | Nadine Visser    | NED Países Baixos  | 12.43           | Q               |
| 3    | 8    | Charisma Taylor  | BAH Bahamas        | 12.63           | Recorde pessoal |
| 4    | 9    | Maribel Caicedo  | ECU Equador        | 12.67           |                 |
| 5    | 6    | Ditaji Kambundji | SUI Suíça          | 12.68           |                 |
| 6    | 4    | Sarah Lavin      | IRL Irlanda        | 12.69           |                 |
| 7    | 9    | Janeek Brown     | JAM Jamaica        | 12.92           |                 |
| 8    | 2    | Lotta Harala     | FIN Finlândia      | 13.05           |                 |
|      |      |                  |                    | Vento: +0.4 m/s |                 |

#### Semifinal 3
| Pos. | Raia | Atleta                | CON                | Tempo           | Notas |
| ---- | ---- | --------------------- | ------------------ | --------------- | ----- |
| 1    | 5    | Jasmine Camacho-Quinn | PUR Porto Rico     | 12.35           | Q,    |
| 2    | 7    | Masai Russell         | USA Estados Unidos | 12.42           | Q     |
| 3    | 4    | Ackera Nugent         | JAM Jamaica        | 12.44           | q     |
| 4    | 6    | Cyréna Samba-Mayela   | FRA França         | 12.52           | q     |
| 5    | 3    | Mako Fukube           | JPN Japão          | 12.89           |       |
| 6    | 9    | Marione Fourie        | RSA África do Sul  | 13.01           |       |
| 7    | 2    | Maayke Tjin-A-Lim     | NED Países Baixos  | 13.03           |       |
|      | 8    | Cindy Sember          | GBR Grã-Bretanha   | DNF             |       |
|      |      |                       |                    | Vento: –0.7 m/s |       |

### Final
As atletas que cruzarem a linha de chegada nos menores tempos conquistam as medalhas.
| Pos.              | Raia | Atleta                | CON                | Reação          | Tempo        | Notas |
| ----------------- | ---- | --------------------- | ------------------ | --------------- | ------------ | ----- |
| Medalha de ouro   | 5    | Masai Russell         | USA Estados Unidos | 0.137           | 12.33        |       |
| Medalha de prata  | 2    | Cyréna Samba-Mayela   | FRA França         | 0.143           | 12.34        |       |
| Medalha de bronze | 7    | Jasmine Camacho-Quinn | PUR Porto Rico     | 0.173           | 12.36        |       |
| 4                 | 3    | Nadine Visser         | NED Países Baixos  | 0.134           | 12.43 (.425) |       |
| 5                 | 4    | Grace Stark           | USA Estados Unidos | 0.161           | 12.43 (.428) |       |
| 6                 | 8    | Devynne Charlton      | BAH Bahamas        | 0.203           | 12.56        |       |
| 7                 | 6    | Alaysha Johnson       | USA Estados Unidos | 0.151           | 12.93        |       |
|                   | 9    | Ackera Nugent         | JAM Jamaica        | 0.138           | DNF          |       |
|                   |      |                       |                    | Vento: –0.3 m/s |              |       |

Legenda
| Recorde mundial      | Recorde mundial (World record)               |                       | Recorde africano                      | Recorde africano (African) |                                           | Q | Classificado por posição (Qualified) |
| Recorde olímpico     | Recorde olímpico (Olympic record)            | Recorde da América    | Recorde da América (Americas)         | q                          | Classificado por melhor tempo (Qualified) |   |                                      |
| Melhor marca do ano  | Melhor marca do ano (World leading)          | Recorde asiático      | Recorde asiático (Asian)              | DNS                        | Não largou (Did not start)                |   |                                      |
| Recorde nacional     | Recorde nacional (National record)           | Recorde europeu       | Recorde europeu (European)            | DNF                        | Não terminou (Did not finish)             |   |                                      |
| Recorde pessoal      | Recorde pessoal do atleta (Personal best)    | Recorde da Oceania    | Recorde da Oceania (Oceania)          | DSQ / DQ                   | Desclassificado (Disqualified)            |   |                                      |
| Recorde da temporada | Recorde da temporada do atleta (Season best) | Recorde sul-americano | Recorde sul-americano (South America) | NM                         | Sem marca (No mark)                       |   |                                      |